# Raffinerie de Grandpuits
La raffinerie de Grandpuits était une raffinerie de pétrole française située à Grandpuits, en Seine-et-Marne, à 57 kilomètres de Paris, qui appartenait à la compagnie pétrolière Total. Le site sera reconverti en une usine de production de biocarburants et de matières plastiques.

## Historique
La découverte de pétrole sur la commune de Coulommes en 1958 marque l'ouverture d'une petite région pétrolifère à l'est de Paris. L'ERAP, entreprise publique pétrolière, décide de construire une raffinerie en Seine-et-Marne, afin de profiter de cette production nationale. Elle est installée à Grandpuits, le long de la voie ferrée Paris-Mulhouse, ce qui lui permet de bénéficier d'un embranchement particulier. Mise en service en 1966, elle est inaugurée par le Premier ministre Georges Pompidou en 1967. Sa capacité nominale est alors de 3,6 Mt/an.
Elle traite[Quand ?] environ 4,8 Mt de brut par an, la production locale représente[Quand ?] 756 000 t, soit une part significative de son approvisionnement, le reste arrivant par l'oléoduc d'Île-de-France en provenance du Havre. La raffinerie occupe 200 ha le long de la D 619. Elle emploie 470 personnes.

## Diminution et arrêt du raffinage
En 2019, une fuite est détectée sur l'oléoduc d'Île-de-France, nécessitant un arrêt de la raffinerie durant cinq mois. À l’issue des réparations d’urgence, la raffinerie ne fonctionne plus qu'à 70 % de sa capacité, avant que TotalEnergies n'annonce l’arrêt du raffinage début 2021 à Grandpuits. 
Le stockage de carburant sur le site continuera jusqu'en 2023.

## Reconversion du site
L'arrêt du raffinage pétrolier à Grandpuits ne signifie pas la fermeture du site, TotalEnergies ayant décidé de sa reconversion, en annonçant supprimer 150 postes sur les 400 occupés jusque lors. À la suite de l'annonce du projet de reconversion, les raffineurs de Grandpuits avaient annoncé entrer en grève reconductible à partir du 4 janvier 2021,, une grève qui s'étalera sur deux mois.
Des salariés et des écologistes, réunis au sein du collectif de lutte « Plus jamais ça » (composé des Amis de la Terre, d'Attac, du syndicat la CGT et de la Confédération paysanne) ont critiqué le greenwashing de ce projet perçu comme "loin d'être acceptable et suffisant", ou encore comme un projet de "casse sociale". 
Les nouvelles activités industrielles nécessiteront un investissement de 500 M€.
L'installation de plusieurs nouvelles activités industrielle a été proposée. L'une d'elle était une usine d'acide polylactique, un bioplastique produit à partir de sucre, utilisant la technologie Corbion. Ce projet a été abandonné en juin 2023, en raison d'une augmentation des coûts,.

### Biocarburants
La production de biocarburant sera réalisée à partir de matières grasses : l'approvisionnement sera constitué principalement d'huiles de cuisson usagées. Ce sera le troisième site de TotalEnergies pour cette activité, après la plateforme de la Mède et Oudalle. Une production annuelle de 170 000 t de carburant aviation durable, 120 000 t de carburant routier et 50 000 t de naphta est attendue en 2024.

### Recyclage de plastique
Une activité de recyclage chimique de déchets plastiques doit traiter 15 000 t/an à partir de la fin 2023. Ce sera le premier site en France à appliquer cette méthode, qui consiste à dégrader les polymères par pyrolyse.
En septembre 2023, TotalEnergies dévoile ses plans pour l'installation de l'unité de recyclage mécanique du plastique à Grandpuits. Prévue pour être opérationnelle en 2026, l'usine produira 30 000 tonnes de compounds, contenant jusqu'à 50 % de matières plastiques recyclées.

### Énergie solaire
Deux petites centrales photovoltaïques apparaitront sur le site.